# Thyridia posticapura
Thyridia posticapura är en fjärilsart som beskrevs av Felix Bryk 1953. Thyridia posticapura ingår i släktet Thyridia och familjen praktfjärilar. Inga underarter finns listade i Catalogue of Life.